# Théâtre régional de Batna
L'ancien théâtre de Batna datant de 1899 se trouve en plein centre-ville de Batna sur l'avenue de la République, en Algérie.

## Histoire
Le théâtre régional de Batna (TRB) a été créé par décret N°281/85 en date du 12/11/1985 et classé comme EPIC entreprise.

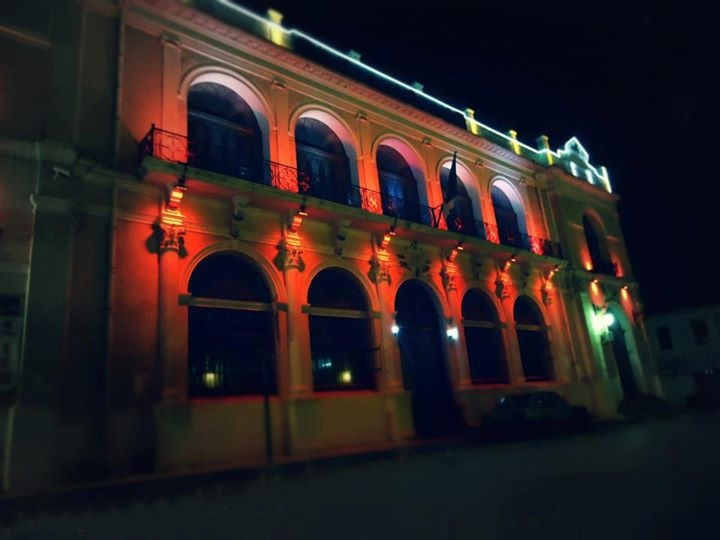
Le théâtre la nuit

Il a été fermé en septembre 2007 pour des travaux d’entretien, et rouvert aux spectacles en 2009 après des travaux de restauration qui ont coûté 20 millions de Dinars algériens.